# Reine d'Égypte
Reine d'Égypte (碧いホルスの瞳 -男装の女王の物語-, Aoi horusu no hitomi - dansō no joō no monogatari -) est un seinen manga de Chie Inudoh, prépublié dans le magazine Harta de décembre 2014 à avril 2021, et publié par l'éditeur Enterbrain puis Kadokawa en volumes reliés sortis de septembre 2015 à septembre 2021. La version française est éditée par Ki-oon de mars 2017 à avril 2022 et inaugure sa collection « Kizuna », destinée au grand public.
Le manga retrace la vie d'Hatchepsout, reine-pharaon et cinquième souverain de la XVIIIe dynastie de l'Égypte antique, connue pour être la « première grande femme dont l'histoire ait gardé le nom ».

## Synopsis
Hatchepsout est la fille du pharaon, elle est mariée à son demi-frère et n’a qu’une idée en tête, devenir Pharaon. Mais en sa qualité de femme les choses ne sont pas aussi simple que ça.

## Personnages
Hatchepsout
Reine mariée à son demi-frère. C'est le personnage principal du manga. Elle aspire à ressembler à son père. Cette reine rusée et intrépide ne reculera devant rien pour faire valoir ses idées.
Thoutmosis II
Pharaon et demi-frère d'Hatchepsout. Son véritable nom est Séthi. Ambitieux, jaloux, violent. Lors d'une expédition guerrière, il tombera malade et finira empoisonné.
Thoutmosis
Père d'Hatchepsout et de Sethi (Thoumosis II)

## Liste des volumes
| no | Japonais          | Japonais          | Français        | Français          |
| no | Date de sortie    | ISBN              | Date de sortie  | ISBN              |
| --- | ----------------- | ----------------- | --------------- | ----------------- |
| 1 | 14 septembre 2015 | 978-4-04-730617-2 | 9 mars 2017     | 979-10-327-0067-9 |
| Liste des chapitres : - Chapitre 1 : La reine Chepsout - Chapitre 2 : Promesse sur la Lande - Chapitre 3 : L'initiation de la déesse - Chapitre 4 : La demeure de l'âme                                         |                   |                   |                 |                   |
| 2 | 15 juillet 2016   | 978-4-04-734135-7 | 8 juin 2017     | 979-10-327-0126-3 |
| Liste des chapitres : - Chapitre 5 : Feux de joie - Chapitre 6 : L'enfant du pays de l'or - Chapitre 7 : L'étoile rouge - Chapitre 8 : Vérité sans fard - Chapitre 9 : Cadeau d'adieu                           |                   |                   |                 |                   |
| 3 | 15 mai 2017       | 978-4-04-734605-5 | 12 octobre 2017 | 979-10-327-0137-9 |
| Liste des chapitres : - Chapitre 10 : Désillusion - Chapitre 11 : Machination - Chapitre 12 : Nuit sans lumière - Chapitre 13 : Germination - Chapitre 14 : Un baiser au soleil couchant                        |                   |                   |                 |                   |
| 4 | 15 février 2018   | 978-4-04-734818-9 | 3 mai 2018      | 979-10-327-0262-8 |
| Liste des chapitres : - Chapitre 15 : Un nouveau départ - Chapitre 16 : Le chant des vendanges - Chapitre 17 : La condition de pharaon - Chapitre 18 : Le serment de l'aube                                     |                   |                   |                 |                   |
| 5 | 14 juillet 2018   | 978-4-04-735138-7 | 7 février 2019  | 979-1-03-270383-0 |
| Liste des chapitres : - Chapitre 19 : La preuve de l'âme - Chapitre 20 : L'étoile éternelle - Chapitre 21 : Les larmes du lion - Chapitre 22 : Vêtue comme un homme                                             |                   |                   |                 |                   |
| 6 | 15 avril 2019     | 978-4-04-735138-7 | 3 octobre 2019  | 979-10-327-0495-0 |
| Liste des chapitres : - Chapitre 23 : Le beau visiteur - Chapitre 24 : Un poison enivrant - Chapitre 25 : Le lion prisonnier - Chapitre 26 : Ornière                                                            |                   |                   |                 |                   |
| 7 | 15 novembre 2019  | 978-4-04-735785-3 | 4 mars 2020     | 979-10-327-0585-8 |
| Liste des chapitres : - Chapitre 27 : Les deux souverains - Chapitre 28 : Vue à vol d'oiseau - Chapitre 29 : La maison du chat assoupi - Chapitre 30 : Héritage - Chapitre 31 : Le héros et les hippopotames    |                   |                   |                 |                   |
| 8 | 15 octobre 2020   | 978-4-04-736271-0 | 6 mai 2021      | 979-10-327-0675-6 |
| Liste des chapitres : - Chapitre 32 : La fille de la nouvelle lune - Chapitre 33 : Le sombre vengeur - Chapitre 34 : Le prix du sacrilège - Chapitre 35 : Après l'orage - Chapitre 36 : Le faucon du crépuscule |                   |                   |                 |                   |
| 9 | 15 septembre 2021 | 978-4-04-736617-6 | 7 avril 2022    | 979-1-03-271028-9 |
| Liste des chapitres : - Chapitre 37 : La résurrection de la déesse - Chapitre 38 : Les étoiles jumelles - Chapitre 39 : Succession - Dernier chapitre : Un vœu                                                  |                   |                   |                 |                   |

## Accueil critique

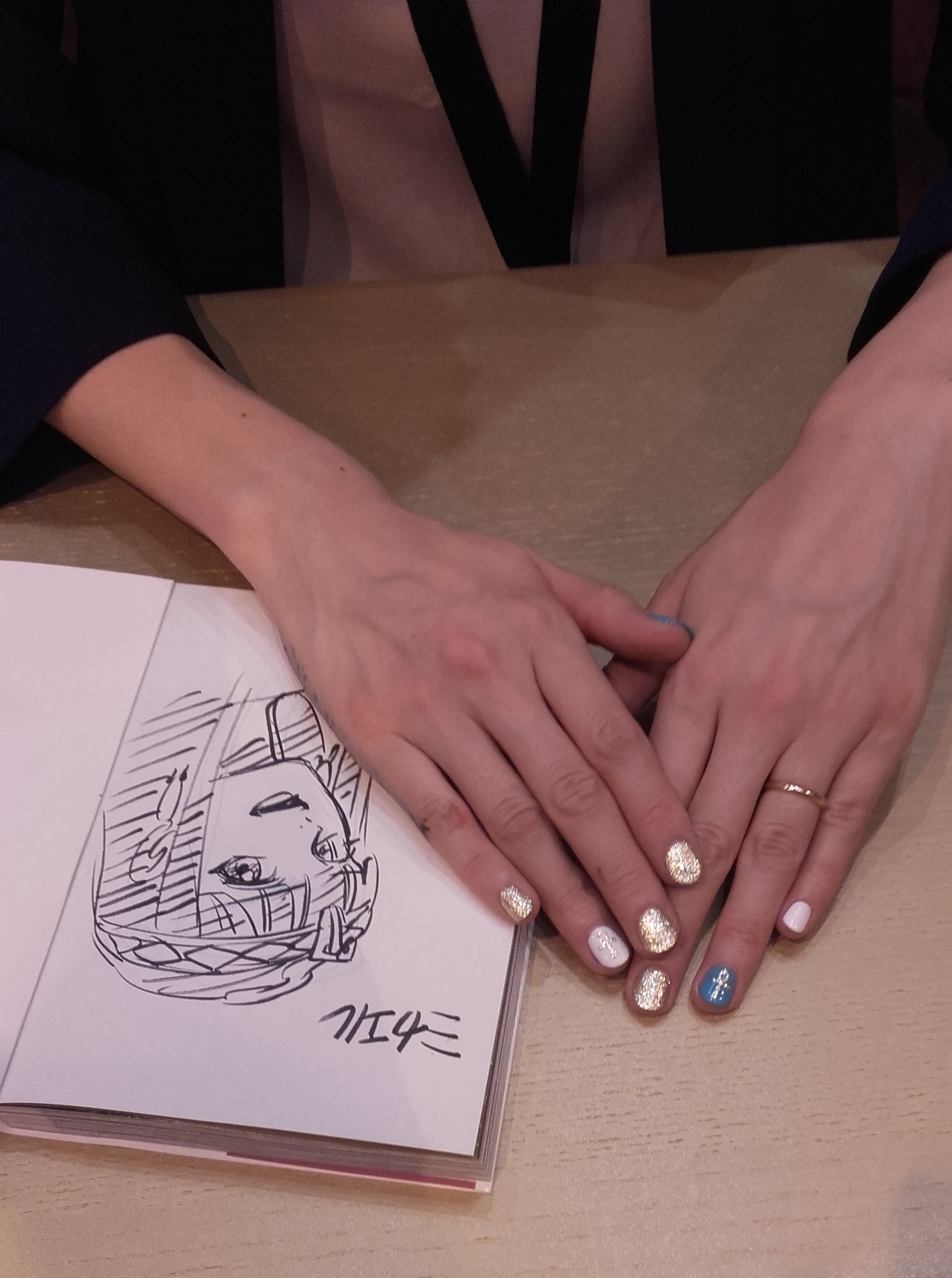
Chie Inudoh dédicaçant Reine d'Égypte lors du Salon Livre Paris 2017.

Pour le site spécialisé BoDoï, ce « manga féministe évite les lourdeurs d’un discours trop militant, en mettant plutôt en avant les qualités propres à chacun : hommes ou femmes, de façon égale ». Selon le magazine spécialisé dBD, « si la démarche pédagogique est évidente, le ton général est assez naïf [...] Un récit à lire comme une jolie parabole, mais aucunement comme livrant une vérité historique ».

### Tomes
Édition japonaise
1. ↑  Tome 1
2. ↑  Tome 2
3. ↑  Tome 3
4. ↑  Tome 4
5. ↑  Tome 5
6. ↑  Tome 6
7. ↑  Tome 7
8. ↑  Tome 8
9. ↑  Tome 9

Édition française
1. ↑  Tome 1
2. ↑  Tome 2
3. ↑  Tome 3
4. ↑  Tome 4
5. ↑  Tome 5
6. ↑  Tome 6
7. ↑  Tome 7
8. ↑  Tome 8
9. ↑  Tome 9